# Semaeomyia peruviana
Semaeomyia peruviana är en stekelart som först beskrevs av Theodore Henry Frison 1922.  Semaeomyia peruviana ingår i släktet Semaeomyia och familjen hungersteklar. Inga underarter finns listade i Catalogue of Life.